# شونیا وازاکی
شونیا وازاکی (به ژاپنی: 和崎 俊哉 わざき しゅんや) ۱۴ نوامبر ۱۹۳۸ – مرگ ۲۰۱۱، او یک بازیگر ژاپنی است.
از فیلم‌ها یا برنامه‌های تلویزیونی که وی در آن نقش داشته است می‌توان به ۱۳ آدم‌کش (فیلم ۱۹۶۳) در نقش «کریهه ایشیزوکا» (石塚利平 خدمتکار جوانی که دو نسل به خاندان شیمادا خدمت کرده است. در طول نبرد، شریان کاروتید او بریده شد و پس از خدمت به عنوان پیام‌رسان شینزائمون، درگذشت) اشاره کرد.